# Quitanda

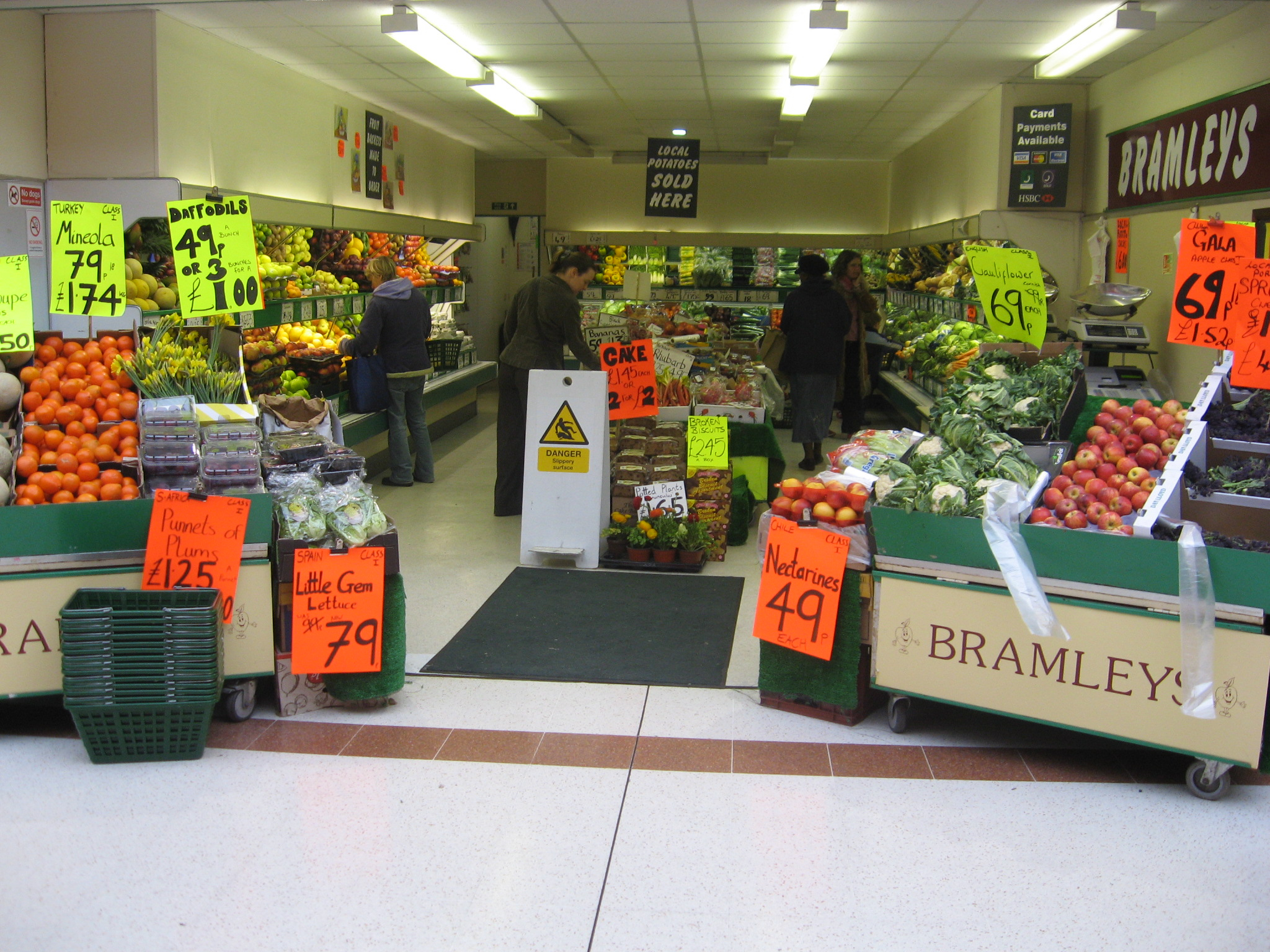
Interior de uma quitanda em Stroud, na Inglaterra

Quitanda é um tipo de mercearia que vende frutas, verduras, legumes, ovos, carvão etc. Sua descrição básica são as pequenas mercearias mantidas pelos imigrantes portugueses no Brasil. O termo também se refere, no Brasil, especialmente em Minas Gerais, ao conjunto de doces, bolos e biscoitos feitos em casa. "Quitanda" também pode se referir a uma barraca de feira.[carece de fontes?]

## Etimologia
"Quitanda" é proveniente do termo quimbundo kitanda, que significa "feira, venda".

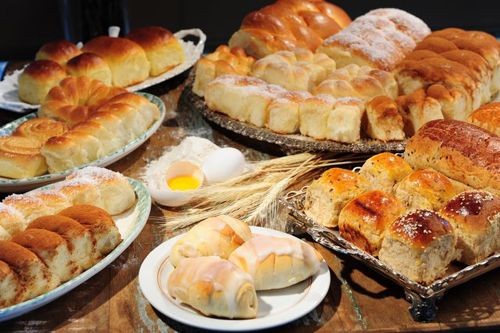
Em Minas Gerais, quitanda se refere a qualquer tipo de bolo, doces e biscoitos feitos em casa.